# Сандибей
Сандибей — река в Приуральском районе Ямало-Ненецкого АО. Образована слиянием истоков: Малый Сандибей — справа и Большой Сандибей — слева, устье находится в 19 км по левому берегу протоки Харбейская. Длина реки составляет 28 км.

## Данные водного реестра
По данным государственного водного реестра России относится к Нижнеобскому бассейновому округу, водохозяйственный участок реки — Обь от города Салехард и до устья, речной подбассейн реки — бассейны притоков Оби ниже впадения Северной Сосьвы. Речной бассейн реки — (Нижняя) Обь от впадения Иртыша.
Код объекта в государственном водном реестре — 15020300212115300033770.